# Akerman Island
Akerman Island ist eine kleine und niedrige Insel in der Prydz Bay an der Ingrid-Christensen-Küste des ostantarktischen Prinzessin-Elisabeth-Lands. Sie liegt 3,5 km südwestlich von Cook Island im Gebiet der Larsemann Hills.
Das Antarctic Names Committee of Australia benannte sie 1992 nach Jonathan C. Akerman, Leiter der Davis-Station im Jahr 1990, der die Errichtung einer 650 km langen Traverse zu den Larseman Hills zur Komplettierung einer neuen und sicheren Alljahresinlandroute angeführt hatte.